# Новониколаевка (Миякинский район)
Новоникола́евка (баш. Яңы Николаевка) — деревня в Миякинском районе Республики Башкортостан Российской Федерации. Входит в состав Качегановского сельсовета. 

## География

### Географическое положение
Расстояние до:
- районного центра (Киргиз-Мияки): 25 км,
- центра сельсовета (Качеганово): 5 км,
- ближайшей ж/д станции (Аксёново): 68 км.

## Население
| 2002 | 2009 | 2010 |
| ---- | ---- | ---- |
| 21   | ↘19  | ↘13  |

Национальный состав
Согласно переписи 2002 года, преобладающие национальности — русские (48 %), украинцы (43 %).